# Luc Menaše
Luc Menaše [lúc menáše], slovenski umetnostni zgodovinar, profesor, leksikograf, publicist, kritik, * 3. april 1925, Šentlambert, † 2. julij 2002, Ljubljana.
Njegovo področje sta bili starejša in moderna likovna umetnost skupaj z arhitekturo, predaval pa je na Filozofski fakulteti Univerze v Ljubljani. Začel je s knjigami Holandsko slikarstvo 17. stoletja (1960), z disertacijo Zahodnoevropski slikani portret (1962) in s habilitacijskim delom Avtoportret v zahodnem slikarstvu (1962). Najbolj je zaslovel s temeljnim delom Evropski umetnostnozgodovinski leksikon, knjigo, kakršne v tujini pripravljajo cele ekipe najboljših strokovnjakov. Napisal je sicer tudi veliki Svetovni biografski leksikon (1994) s skoraj 27.300 gesli, ki pa ni naletel na tako dober odziv. Najbolje se je znašel na svojem, umetnostnozgodovinskem področju, pri čemer ni pozabil niti na mladostnike, ki jim je namenil delo Kaj nam kažejo slikarske umetnine (1976).